# Grenouille ibérique
Rana iberica
Espèce
Statut de conservation UICN

 NT  : Quasi menacé
Rana iberica, la grenouille ibérique, est une espèce d'amphibiens de la famille des Ranidae.

## Répartition

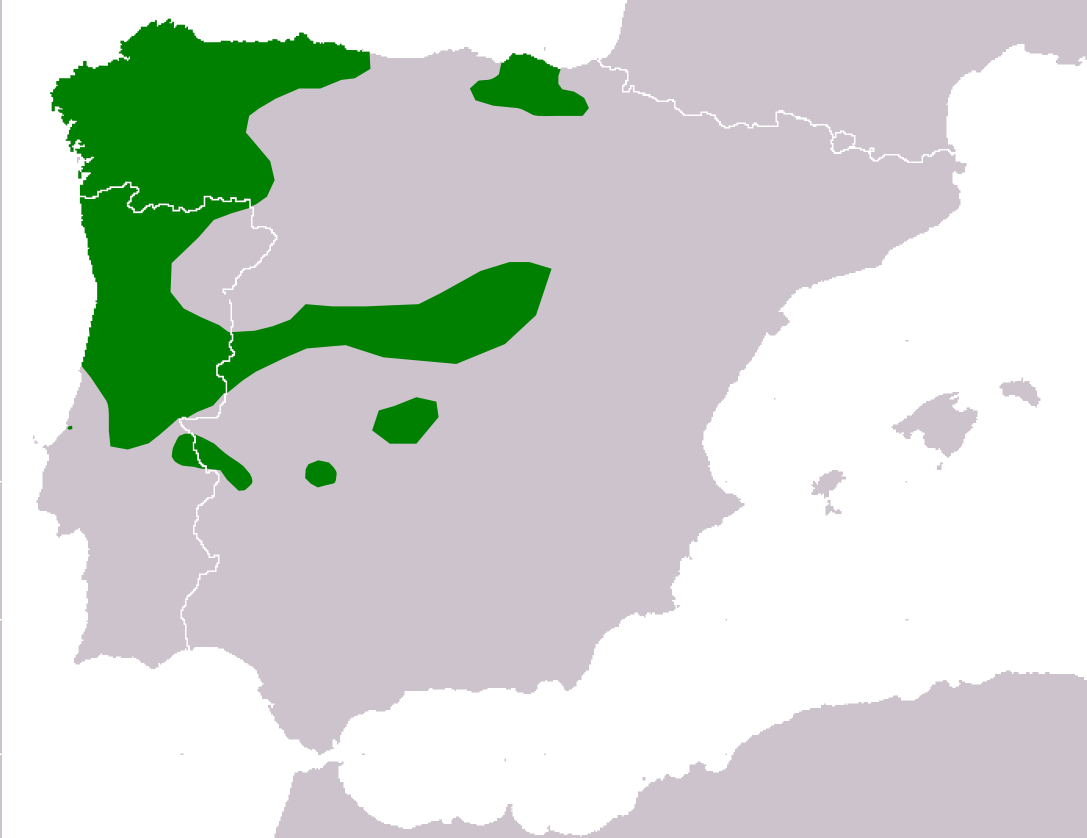
Distribution

Cette espèce est endémique de la péninsule Ibérique. Elle se rencontre du niveau de la mer jusqu'à 2 425 m d'altitude :
- dans le nord du Portugal ;
- dans le Nord-Ouest et le centre de l'Espagne.

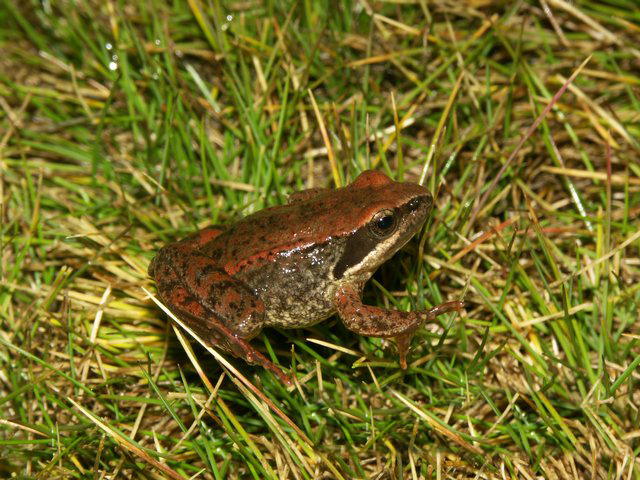
Rana iberica

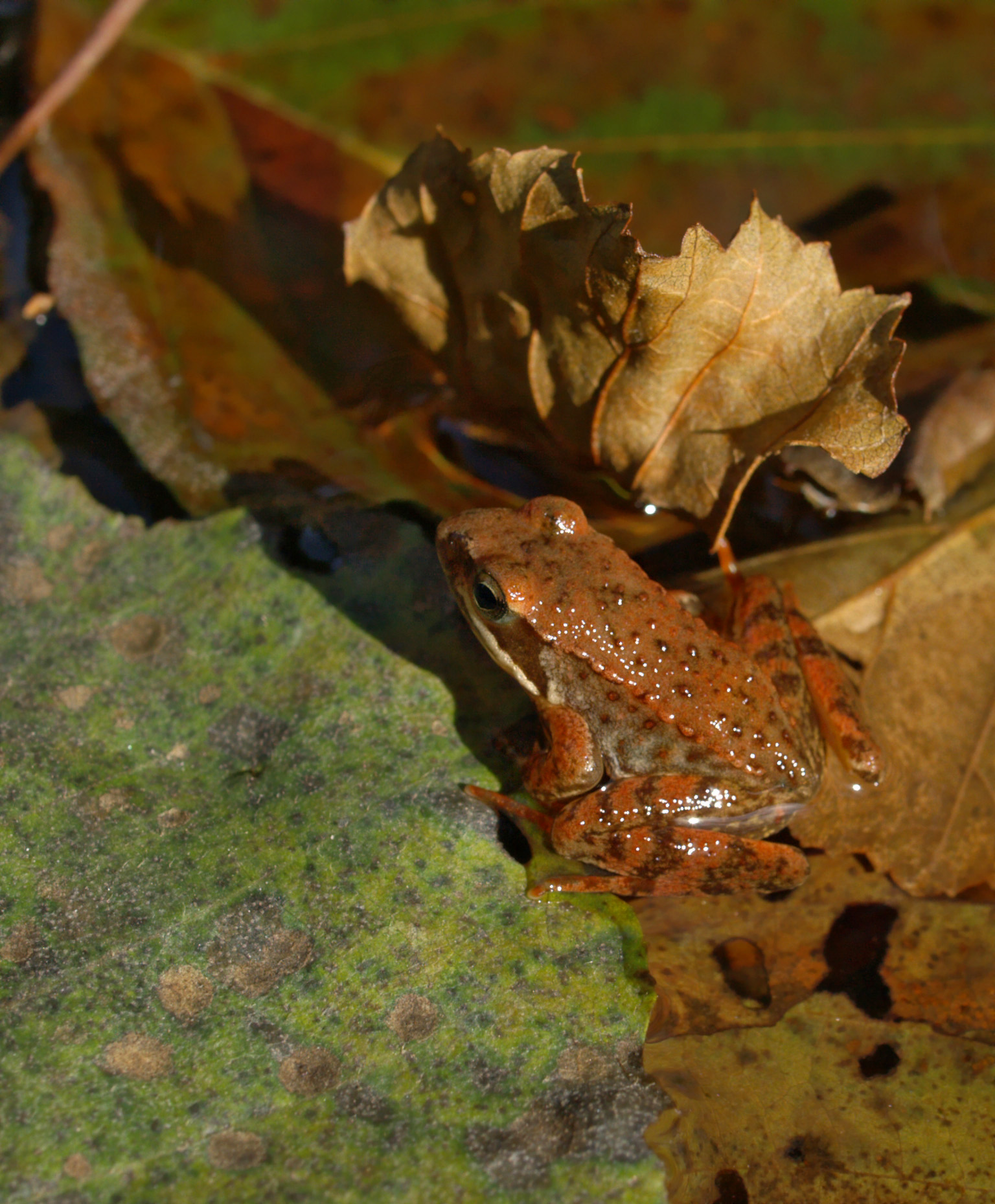
Rana iberica

## Étymologie
Cette espèce est nommée en référence au lieu de sa découverte, la péninsule Ibérique.

## Publication originale
- Boulenger, 1879 : Étude sur les grenouilles rousses, Ranae temporariae et description d'espèces nouvelles ou méconnues. Bulletin de la Société Zoologique de France, vol. 4, p. 158-193 (texte intégral).